# Acalolepta birmana
Acalolepta birmana là một loài bọ cánh cứng trong họ Cerambycidae.